# Дженовезе (фамилия)
Фамилията Дженовезе е била може би най-могъщата от Петте фамилии в Ню Йорк.
Създадена е от Лъки Лучано след Кастелмарската война от 1931. Занимава се с престъпления като изнудвания, профсъюзен рекет, кражби и търговия с наркотици.
До 1995 г. е държала концесията за прибиране на боклука в Ню Йорк, от който се печелят стотици милиони. Все още държи по-големия дял от строителството в града, рибния пазар и има връзки с множество казина и големи корпорации.
Босовете ѝ са:
- Чарлс „Лъки“ Лучано (1931 – 1946 бос)
- Франк Костело (1937 – 1946 заместващ бос, 1946 – 1957 бос)
- Вито Дженовезе (1957 – 1969 бос)
- Филип Ломбардо (1969 – 1981 бос)
- Томас Еболи (1969 – 1972 заместващ бос)
- Франк Тиери (1972 – 1981 заместващ бос)
- Антъни Салерно (1981 – 1987 заместващ бос)
- Винсент Джиганте (1981 – 2005 бос)
- Доминик Крило (2006 – уличен бос)
- Марио Джиганте (2006 – бос)